# Eichgraben
Eichgraben là một thị xã thuộc huyện Sankt Pölten-Land trong bang Niederösterreich.